# Clube de karatê do Zachary

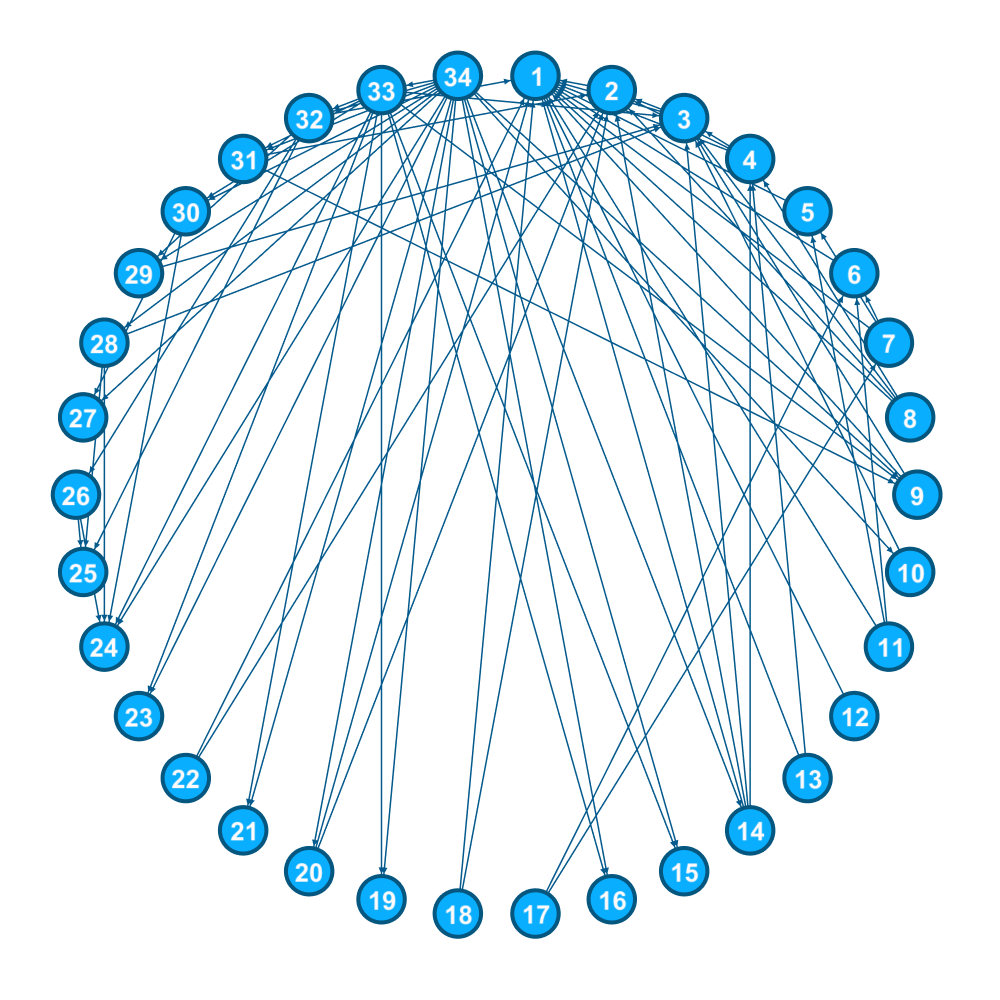
Visualização das relações sociais entre os 34 indivíduos do clube de karatê.

O clube de karatê do Zachary é uma rede social de um clube de karatê universitário, descrito no artigo "An Information Flow Model for Conflict and Fission in Small Groups" de Wayne W. Zachary. A rede tornou-se um exemplo popular de estrutura de comunidade em redes após seu uso por Michelle Girvan e Mark Newman em 2002. 

## Descrição da rede
Uma rede social de um clube de karatê foi estudada por Wayne W. Zachary por um período de três anos, de 1970 a 1972.  A rede captura 34 membros de um clube de karatê, documentando ligações entre pares de membros que interagiram fora do clube. Durante o estudo surgiu um conflito entre o administrador "John A" e o instrutor "Mr. Hi" (pseudônimos), o que levou à divisão do clube em dois. Metade dos membros formou um novo clube em torno do Sr. Hi; membros da outra parte encontraram um novo instrutor ou desistiram do karatê. Com base nos dados coletados, Zachary atribuiu corretamente todos os membros do clube, exceto um, aos grupos aos quais eles realmente se juntaram após a separação.

## Conjunto de dados
O conjunto de dados de rede padrão de 78 conexões para o clube de karatê de Zachary está disponível publicamente na internet.  Os dados podem ser resumidos como uma lista de pares de números inteiros. Cada número inteiro representa um membro do clube de karatê e um par indica que os dois membros interagiram. O conjunto de dados está resumido abaixo e também na imagem ao lado. O nódulo 1 representa o instrutor, o nódulo 34 o administrador/presidente do clube.
```
[2 1]
[3 1] [3 2]
[4 1] [4 2] [4 3]
[5 1]
[6 1]
[7 1] [7 5] [7 6]
[8 1] [8 2] [8 3] [8 4]
[9 1] [9 3]
[10 3]
[11 1] [11 5] [11 6]
[12 1]
[13 1] [13 4]
[14 1] [14 2] [14 3] [14 4]
[17 6] [17 7]
[18 1] [18 2]
[20 1] [20 2]
[22 1] [22 2]
[26 24] [26 25]
[28 3] [28 24] [28 25]
[29 3]
[30 24] [30 27]
[31 2] [31 9]
[32 1] [32 25] [32 26] [32 29]
[33 3] [33 9] [33 15] [33 16] [33 19] [33 21] [33 23] [33 24] [33 30] [33 31] [33 32]
[34 9] [34 10] [34 14] [34 15] [34 16] [34 19] [34 20] [34 21] [34 23] [34 24] [34 27] [34 28] [34 29] [34 30] [34 31] [34 32] [34 33]
```

Embora esta versão da rede seja considerada padrão, a conexão entre os nódulos 34 e 23 é relatada de forma ambígua no artigo original de Zachary. Uma versão de 77 conexões, que omite essa conexão, também está disponível publicamente. 

## Clube Zachary Karate Club
Zachary Karate Club Club é um grupo honorífico  que premia a associação ao grupo, juntamente com um troféu itinerante, a um cientista que seja o primeiro a usar o Zachary's Karate Club como exemplo em uma conferência sobre redes. O primeiro cientista a ser premiado foi Cristopher Moore  em 2013, em uma conferência no Santa Fe Institute.